# Ti sange til texter af Vilhelm Krag
Ti sange til texter af Vilhelm Krag is een liederenbundel van Agathe Backer-Grøndahl. Ze schreef toonzettingen bij teksten van de Deense schrijver Vilhelm Krag. De tien gedichten werden door Warmuth Musikforlag (nrs. 1807-1817) uitgegeven in twee schriften.
De tien liederen zijn:
1. Jeg træder de perler in poco andantino in fis mineur in 6/8-maatsoort
2. Liden Kristen in semplice in F majeur in 4/4-maatsoort
3. Höst paa heien in allegro in A majeur in 4/4/-maatsoort
4. Blomster: Solsik in tranquillo in A majeur in 4/4-maatsoort
5. Skjære, skjære sölv-knop in molto animato in F-mineur in 4/4-maatsoort
6. Gyngevise in  allegretto in F mineur in 4/4-maatsoort
7. Efter storm in andantino in A majeur in 6/8-maatsoort
8. Mainat in molto tranquillo in D majeur in 4/4/-maatsoort
9. Jeg går og leder in agitato in As majeur in 4/4-maatsoort
10. Sommerkveld in molto allegro e con passione in D majeur in 4/4-maatsoort

De componiste voerde Liden Kirsten op 7 april 1892 zelf uit met zangeres Dagmar Möller/Sterky. Dezelfde combinatie zou het opnieuw op 9 september 1895 in Kopenhagen uitvoeren, maar Backer-Grøndahl werd ziek en werd vervangen door Golla Hammerich. Tijdens een kleine tournee in 1898 voerden de componiste en Möller Liden Kirsten een aantal keren uit gecombineerd met Höst paa heien.